# オリエンテ・ペトロレロ
クルブ・デポルティーボ・オリエンテ・ペトロレロ（スペイン語: Club Deportivo Oriente Petrolero (スペイン語発音: [kluβ depoɾˈtivo oˈɾjeŋte petɾoˈleɾo])）は、ボリビア第二の都市であるサンタ・クルス・デ・ラ・シエラをホームタウンとするサッカークラブである。
クラブ創設は1955年11月5日。ホームスタジアムは38,000人収容のエスタディオ・ラモン・タウイチ・アギレーラである。
ボリビア国内サッカーリーグで4回の優勝回数を誇る。オリエンテ・ペトロレロはボリビアで2番目に人気のあるクラブである。

## ライバル
ライバルは同じサンタ・クルス・デ・ラ・シエラを本拠地とするクルブ・ブルーミングである。この2チームの対戦は、クラシコ・クルセーニョ（サンタクルス・ダービー）と呼ばれている。

## タイトル

### 国内タイトル
- アマチュアリーグ：1回

1971
- プロリーグ：4回

1979, 1990, 2001, 2010

### 国際タイトル
なし

## 現所属メンバー
2023年4月15日現在
注：選手の国籍表記はFIFAの定めた代表資格ルールに基づく。
| No. | Pos. |              | 選手名                            |
| --- | ---- | ------------ | --------------------------------- |
| 1   | GK   | パラグアイ   | ウィルソン・キニョネス            |
| 3   | DF   | ボリビア     | ウィルフレード・ソレト            |
| 5   | DF   | アルゼンチン | マキシミリアーノ・カイレ (副主将) |
| 6   | MF   | ボリビア     | ダニエル・ロハス ()               |
| 7   | MF   | ボリビア     | クリスティアン・アラベ            |
| 8   | MF   | ボリビア     | クリスティアン・アルバレス        |
| 9   | FW   | ボリビア     | フレディ・ロカ                    |
| 11  | FW   | アルゼンチン | ホルヘ・コレア                    |
| 14  | MF   | ボリビア     | フアン・メルカド                  |
| 15  | MF   | ボリビア     | フランス・ゴンサレス              |
| 16  | MF   | ボリビア     | リカルド・サンドバル              |
| 17  | MF   | ボリビア     | ルイス・セバージョス              |
| 18  | MF   | ボリビア     | アライン・デ・グスマン            |

| No. | Pos. |              | 選手名                               |
| --- | ---- | ------------ | ------------------------------------ |
| 19  | MF   | ボリビア     | エルウィン・サンチェス               |
| 20  | DF   | ボリビア     | ロドリゴ・サウセド                   |
| 21  | MF   | ボリビア     | エクトル・サンチェス                 |
| 22  | GK   | ボリビア     | ディエゴ・バルディビア               |
| 23  | DF   | ボリビア     | ルイス・グティエレス                 |
| 25  | FW   | パラグアイ   | レオナルド・ビジャグラ               |
| 26  | DF   | ボリビア     | アドリアン・サンドバル               |
| 27  | DF   | ボリビア     | セバスティアン・アルバレス (第3主将) |
| 29  | MF   | ボリビア     | アレハンドロ・アンプエロ             |
| 30  | DF   | ボリビア     | ホセ・ベルデシオ                     |
| 35  | FW   | ボリビア     | ハビエル・バルガス                   |
| 36  | DF   | ボリビア     | ファビオ・バルガス                   |
| 37  | FW   | アルゼンチン | ホナタン・クリスタルド               |